# Carme Vilà i Fassier
Carme Vilà i Fassier (Roses, Girona, 21 de març de 1937) és una pianista i concertista catalana que ha actuat a Europa i als Estats Units.
Quarta generació de pianistes de la família, començà a estudiar als quatre anys amb la Sra. Emilia Palau. Entrà al Conservatori Superior del Liceu de Barcelona als 12 anys tot acabant amb les màximes qualificacions i amb les Medalles de Plata i Or als 16 anys. Estudià amb Béla Síki a Suïssa als 17 anys. Finalista al Concurs Internacional de Piano de Ginebra el 1953 i 1955, entrà a la Musik Hochschule de Viena per assistir a la Konzertfachklasse del professor Richard Hauser l'any 1959. Guanyà el concurs Internacional Haydn - Schubert a Viena el 1959. Obtingué el Reifeprühfung de la Musik Akademie de Viena amb la màxima qualificació el 1961. Estudià amb Alfred Brendel, Paul Badura-Skoda i Jörg Demus i obtingué un premi extraordinari en el curs Internacional que aquests tres grans pianistes impartiren a Viena el 1962. Fou becada i premiada per l'Acadèmia Chigiana de Siena, on feu els cursos amb Alfred Cortot i Guido Agosti.
El 1966 obtingué la Medalla Harriet Cohen a Londres. De 1967 a 1972 fou assistent de Paul Badura-Skoda i artista resident a la Universitat de Winsconsin "Parkside" a Madison, EUA. En aquest període oferí nombrosos concerts a Sud-amèrica amb Ruggiero Ricci. El 1977 va tornar a Espanya, obtingué la Càtedra del Conservatori Superior Municipal de Barcelona i en va ser directora des de 1977 a 2001. És doctora honoris causa de la Universitat de Wisconsin "Parkside", EUA.